# Suối Bu
Suối Bu là một xã thuộc huyện Văn Chấn, tỉnh Yên Bái, Việt Nam.
Xã Suối Bu có diện tích 26,66 km², dân số năm 2019 là 2.092 người, mật độ dân số đạt 79 người/km².